# The Spooktacular New Adventures of Casper
The Spooktacular New Adventures of Casper (As Novas Aventuras de Gasparzinho, no Brasil e As Novas Aventuras de Casper, em Portugal) é uma série de desenho animado que é um spin-off do filme Gasparzinho, o Fantasminha Camarada de 1995, que por sua vez é baseado no personagem da Harvey Comics, Gasparzinho. O desenho estreou em 1996 e terminou em 1998 com quatro temporadas. Foi a última animação do Gasparzinho até A Escola de Susto do Gasparzinho de 2009.
No Brasil o desenho foi a princípio ao ar pela Fox Kids (em sinal fechado) e Rede Globo (em sinal aberto) indo ao ar primeiramente pelo Angel Mix e TV Globinho e depois sendo reprisado por vários anos pelo Festival de Desenhos (normalmente durante as madrugadas). O desenho retornou a TV em 29 de fevereiro de 2020 pelo SBT pelo Sábado Animado, porém saiu do ar pouco depois.
Em Portugal o desenho foi ao ar pela SIC no programa Buéréré e mais tarde na TVI no programa Batatoon.

## Episódios
The Spooktacular New Adventures of Casper possui 52 episódios e 4 temporadas.
| Temporada | Temporada | Episódios | Exibição original       | Exibição original       | Exibição no Brasil | Exibição no Brasil | Exibição em Portugal | Exibição em Portugal |
| Temporada | Temporada | Episódios | Estreia                 | Final                   | Estreia            | Final              | Estreia              | Final                |
| --------- | --------- | --------- | ----------------------- | ----------------------- | ------------------ | ------------------ | -------------------- | -------------------- |
|           | 1         | 10        | 24 de fevereiro de 1996 | 18 de maio de 1996      | 1996               | 1996               | 1996                 | 1996                 |
|           | 2         | 16        | 7 de setembro de 1996   | 22 de fevereiro de 1997 | 1996               | 1997               | 1996                 | 1997                 |
|           | 3         | 20        | 6 de setembro de 1997   | 27 de fevereiro de 1998 | 1997               | 1998               | 1997                 | 1998                 |
|           | 4         | 6         | 13 de setembro de 1998  | 17 de outubro de 1998   | 1998               | 1998               | 1998                 | 1998                 |